# بيتي مكدونالد
بيتي مكدونالد (1950 في أستراليا - ) (بالإنجليزية: Betty McDonald)‏ هي لاعبة كريكت أسترالية.

## وصلات خارجية
- بيتي مكدونالد على موقع إي آس بي آن كريك إنفو (الإنجليزية)